# Takumi-kun series - Soshite haruzake ni sasayaite
Takumi-kun series - Soshite haruzake ni sasayaite (タクミくんシリーズ「そして春風にささやいて」?, Takumi-kun shīrizu - Soshite haruzake ni sasayaite, lett. "Sussurri della brezza primaverile") è un film del 2007 diretto da Kazuhiro Yokoyama.
È il primo live action yaoi tratto dall'omonima serie di light novel di genere shōnen'ai di Shinobu Gotō.

## Trama
Takumi Hayama diviene alunno della "Shodō Gakuen", un esclusivo collegio maschile situato in un luogo appartato di montagna subito fuori città; è iscritto al 2º anno. S'è trasferito lì per motivi di salute, ma è molto timoroso. Gli viene assegnato come suo compagno di stanza al dormitorio quello che scoprirà poi esser uno degli studenti più popolari della scuola, Giichi, l'idolo tra le altre cose di molte ragazze. Ha voti eccellenti in tutte le materie, ha passato l'infanzia all'estero.
A seguito d'un trauma subito in passato Takumi ha un'estrema fobia per i contatti umani, non sopporta cioè d'esser anche solo sfiorato da altre persone. Questa condizione, al limite del patologico, lo pone in una condizione assoluta d'isolamento rispetto a tutta la comunità studentesca. Questo almeno fino a quando non entra nelle grazie di Giichi; difatti questi presto gli confessa d'esser molto attratto da lui.
Takumi inizialmente rimane abbastanza sorpreso; ma poi, proprio grazie a Giichi che gli dimostra vicinanza e comprensione, comincia a provar un forte sentimento d'affetto verso quello che considererà sempre più esser il primo vero grande amico che abbia mai avuto. Affetto che sfocerà presto ed inevitabilmente anche da parte sua in qualcosa di ancor più serio e profondo.